# Metathelypteris gracilescens
Metathelypteris gracilescens är en kärrbräkenväxtart som först beskrevs av Bl., och fick sitt nu gällande namn av Ren-Chang Ching. Metathelypteris gracilescens ingår i släktet Metathelypteris och familjen Thelypteridaceae. Inga underarter finns listade.